# 川上保雄
川上 保雄（かわかみやすお、1914年1月4日 - 2015年7月28日）は、日本の医学者。昭和大学（現・昭和医科大学）学長を務めた。

## 来歴
長野県南佐久郡川上村生まれ。旧制野沢中学（長野県野沢北高等学校）、旧制松本高等学校理科を経て、昭和14年（1939年）東京帝国大学医学部医学科卒業。
同年海軍中尉、同16年（1941年）大尉、同19年（1944年）少佐。同21年（1946年）復員除隊。
同22年（1947年）東京大学医学部助手、同30年（1955年）講師、同34年（1959年）昭和医科大学教授、同47年（1972年）医学部長、同53年（1978年）理事長、同58年（1983年）学長を歴任した。同61年（1986年）退任、名誉教授。のち川上記念アレルギーセンター所長。
平成27年（2015年）、東京都品川区の病院で101歳で死去した。死因は慢性腎不全。

## 著書
- 「ゼンソクはなおる」主婦の友社 1962年
- 「喘息 気管支喘息とアレルギー」創元社 1963年
- 「アレルギー性疾患」（森崎直木、大高裕一 共編）中山書店 1969年
- 「リウマチ」 医学書院 1973年
- 「川上保雄教授の新編ゼンソクとアレルギー」主婦の友社 1980年